# Bergholz-Rehbrücke
Bergholz-Rehbrücke è una frazione del comune tedesco di Nuthetal, nel Brandeburgo.

## Storia
I centri abitati di Bergholz e Rehbrücke, di origine medeievale, si svilupparono a cavallo fra il XIX e il XX secolo, con la costruzione di numerose ville per la borghesia di Berlino e di Potsdam.
Il 26 ottobre 2003 il comune di Bergholz-Rehbrücke fu fuso con i comuni di Fahlhorst, Nudow, Philippsthal, Saarmund e Tremsdorf, formando il nuovo comune di Nuthetal.

## Monumenti e luoghi d’interesse
Chiesa (Dorfkirche)Costruita nel 1716-18 con struttura a graticcio e torre sul lato occidentale.
Monumento funebre di Kurt BreysigOrnato da una scultura di Käthe Kollwitz del 1943.